# Cá nhám dẹt
Cá nhám dẹt (thường được gọi không chuẩn là cá mập thiên thần dựa theo tên tiếng Anh angelshark), là tên gọi thông thường của chi Squatina, là chi duy nhất thuộc họ Squatinidae, họ này là họ duy nhất trong bộ Squatiniformes. Các loài thuộc chi này có đặc điểm là hai chiếc vây ngực lớn như một đôi cánh được ví như đôi cánh của thiên thần. Chi cá nhám dẹt bao gồm 23 loài được xếp trong một chi duy nhất. Các loài cá này có mặt khắp các vùng biển ôn đới và nhiệt đới cạn trên toàn thế giới, nhưng cũng có loài sống ở những tầng nước ở độ sâu tới 1.300 m (4300 ft).

## Mô tả
Phần phía trước của cá nhám dẹt rộng và phẳng nhưng phần phía sau vẫn giữ được một diện mạo điển hình của một loài cá nhám. Mắt và hai lỗ thở nằm ở trên đỉnh của cái đầu dẹt trong khi 5 khe mang lại nằm ở phía lưng của chúng. Vây ngực lớn và nằm theo chiều ngang của cơ thể. Chúng có hai vây lưng, không có vây hậu môn nhưng chúng lại có phần thùy dưới ở vây đuôi dài hơn thùy trên, một điều bất thường so với các loài cá mập khác. Hầu hết các loại phát triển có chiều dài khoảng 1,5 m (5 ft), riêng loài cá nhám dẹt Nhật Bản có chiều dài lên tới 2 m.. Cá nhám dẹt là loài thụ tinh trong, mỗi lần chúng có thể đẻ được khoảng 13 con cá mập nhỏ.
Mặc dù các loài cá nhám này sống ở đáy và sự tồn tại của chúng gần như vô hại, nhưng cũng nên dè chừng bởi chúng có bộ hàm khỏe với những chiếc răng sắc nhọn có thể gây ra rách da nếu bị khiêu khích. Chúng có thể cắn nếu thợ lặn đến gần phần đầu hay đuôi của chúng.

## Giá trị
Cá nhám dẹt được coi là những loài không có lợi ích thương mại, nhưng vào năm 1978 một dây chuyền sản xuất chế biến cá nhám dẹt ở Santa Barbara được đưa vào hoạt động, và 310 tấn đã được xuất ra vào năm 1984. 
Cá nhám dẹt từng bị đánh bắt rất nhiều nhưng hiện này các biện pháp đã được áp dụng để nhằm giảm việc khai thác quá mức. Tháng 4 năm 2008, chính phủ Anh dành cho cá nhám dẹt được bảo vệ một cách đầy đủ theo Luật Động vật hoang dã và nông thôn.

## Phân loài
Hiện nay có 23 loài cá nhám dẹt nằm trong chi duy nhất bao gồm:
- Squatina aculeata Cuvier, 1829 (Cá nhám dẹt gai lớn)
- Squatina africana Regan, 1908 (Cá nhám dẹt châu Phi)
- Squatina albipunctata Last & W. T. White, 2008 (Cá nhám dẹt phương Đông)
- Squatina argentina (Marini, 1930) (Cá nhám dẹt Argentina)
- Squatina armata (Philippi {Krumweide}, 1887) (Cá nhám dẹt Chile)
- Squatina australis Regan, 1906 (Cá nhám dẹt Australia)
- Squatina caillieti J. H. Walsh, Ebert & Compagno, 2011
- Squatina californica Ayres, 1859 (Cá nhám dẹt Thái Bình Dương)
- Squatina dumeril Lesueur, 1818 (Cá nhám dẹt đu me)
- Squatina formosa S. C. Shen & W. H. Ting, 1972 (Cá nhám dẹt Đài Loan)
- Squatina guggenheim Marini, 1936 (Cá nhám dẹt góc)
- Squatina heteroptera Castro-Aguirre, Espinoza-Pérez & Huidobro-Campos, 2007 (Cá nhám dẹt vùng vịnh)
- Squatina japonica Bleeker, 1858 (Cá nhám dẹt Nhật Bản)
- Squatina legnota Last & W. T. White, 2008 (Cá nhám dẹt Indonesia)
- Squatina mexicana Castro-Aguirre, Espinoza-Pérez & Huidobro-Campos, 2007 (Cá nhám dẹt Mexico)
- Squatina nebulosa Regan, 1906
- Squatina occulta Vooren & K. G. da Silva, 1992 (Cá nhám dẹt ẩn)
- Squatina oculata Bonaparte, 1840 (Cá nhám dẹt lưng mịn)
- Squatina pseudocellata Last & W. T. White, 2008 (Cá nhám dẹt phương Tây)
- Squatina punctata Marini, 1936
- Squatina squatina (Linnaeus, 1758) (Cá nhám dẹt)
- Squatina tergocellata McCulloch, 1914 (Cá nhám dẹt hoa)
- Squatina tergocellatoides J. S. T. F. Chen, 1963

## Phát sinh loài

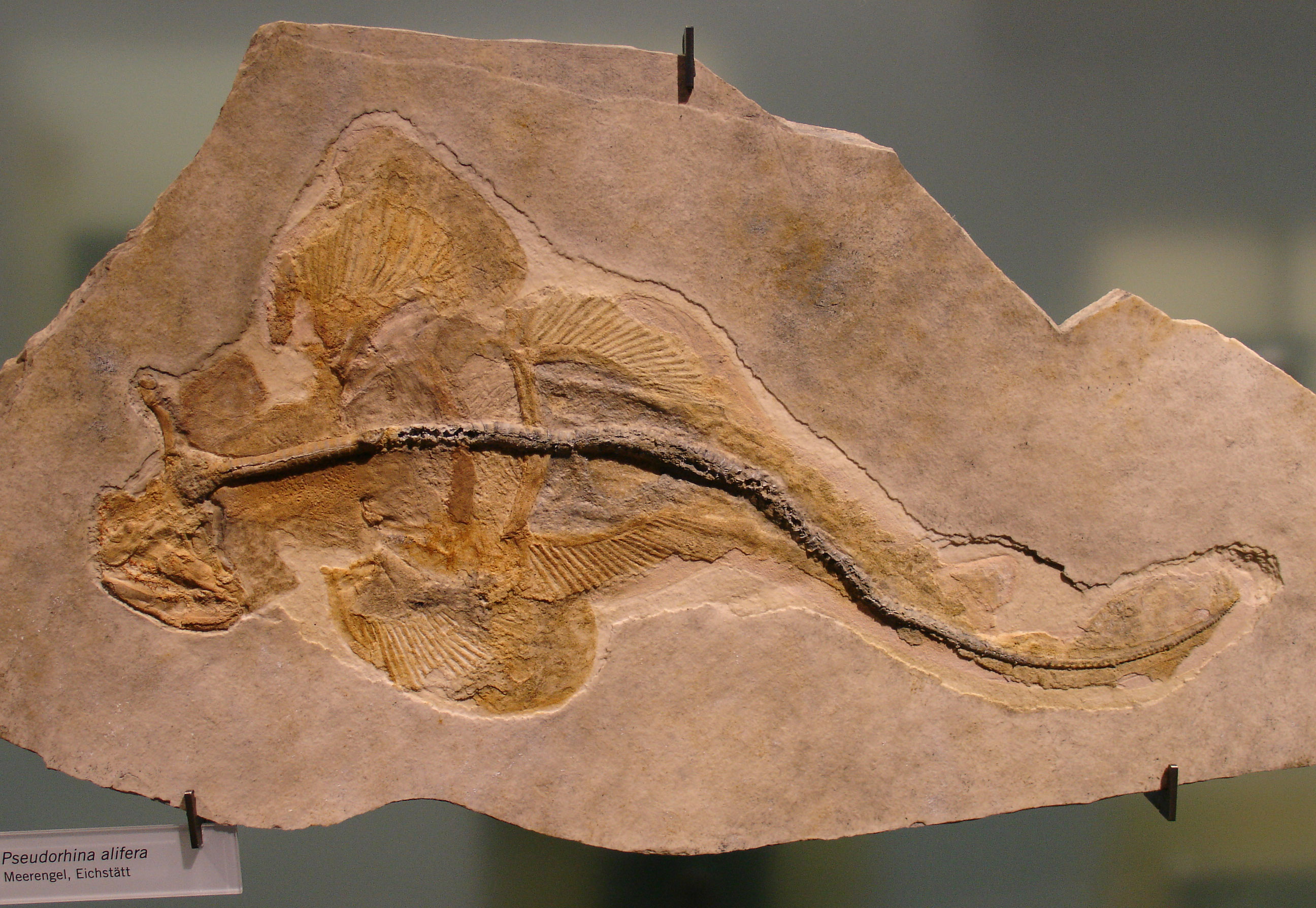
Hóa thạch của loài Pseudorhina alifera.

Chi Pseudorhina đã tuyệt chủng vào Jura muộn cũng được xếp vào họ Squatinidae.